# Lepidodelta
Lepidodelta is een geslacht van vlinders van de familie Uilen (Noctuidae).

## Soorten
- L. albiclava Druce, 1908
- L. phoenicraspis (Hampson, 1910)
- L. stolifera (Saalmüller, 1891)
- L. vadoni (Viette, 1965)